# Sonja Kovač
Sonja Kovač (Bjelovar, 18. lipnja 1984.) hrvatska je televizijska glumica, manekenka i pjevačica.

## Životopis
Poznata je po ulogama u humorističnim televizijskim serijama Zauvijek susjedi i Bračne vode. Modna agencija poslala je Sonju Kovač na kasting za sporednu ulogu u seriji Zauvijek susjedi, ali je dobila glavnu. Također je snimila i nekoliko reklama. Osim što glumi, zna i pjevati. Jako voli plesati, učila je latinoameričke plesove sve dok nije ozlijedila koljeno, a pjevala je i u Turbo Limach Showu te na dječjim festivalima.
2008. godine snimila je prvu pjesmu i spot Više nisi moj. Nastupila je u drugoj sezoni reality šoua Farma 2009. godine, a 2019. nastupila je u devetoj sezoni showa Nove TV Ples sa zvijezdama.

## Filmografija

### Televizijske uloge
| Godina        | Naslov              | Uloga              | Bilješke           |
| ------------- | ------------------- | ------------------ | ------------------ |
| 2007. – 2008. | Zauvijek susjedi    | Viki               | Hrvatska TV serija |
| 2008.         | Bračne vode         | Kristina           | Hrvatska inačica   |
| 2009.         | Farma               | natjecateljica     | TV reality emisija |
| 2010.         | Najbolje godine     | Dorotea            | Hrvatska TV serija |
| 2016.         | Der Kroatien-Krimi  | Lena Knežević      | Njemačka TV serija |
| 2016.         | I godina nova 2017. | novinarka          | TV specijal        |
| 2019.         | Ples sa zvijezdama  | natjecateljica     | TV emisija         |
| 2019.         | Exkluziv Tabloid    | TV gošća           |                    |
| 2019. – 2020. | IN Magazin          | regularna TV gošća |                    |

## Vanjske poveznice
- Sonja Kovač u internetskoj bazi filmova IMDb-u (engl.)